# Borger-Odoorn
Borger-Odoorn – gmina w Holandii, w prowincji Drenthe.
Gmina składa się z kilkudziesięciu miejscowości: Borger, Bronneger, Bronnegerveen, Buinen, Buinerveen, Drouwen, Drouwenermond, Drouwenerveen, Eerste Exloërmond, Ees, Eesergroen, Eeserveen, Ellertshaar, Exloërveen, Exloo, Klijndijk, Nieuw-Buinen, Odoorn, Odoornerveen, Tweede Exloërmond, Tweede Valthermond, Valthe, Valthermond, Westdorp, Zandberg.